# 勒德謝尼鄉

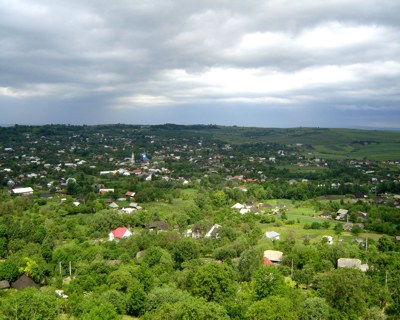

47°28′N 26°15′E / 47.467°N 26.250°E
勒德謝尼鄉（羅馬尼亞語：Comuna Rădășeni, Suceava），是羅馬尼亞的鄉份，位於該國東北部，由蘇恰瓦縣負責管轄，面積41平方公里，海拔高度338米，2002年人口4,415，人口密度每平方公里108人。